# Dnd (компьютерная игра)
dnd — компьютерная игра в жанре dungeon crawler, разработанная студентами Университета Южного Иллинойса Гэри Вайзенхантом и Рэем Вудом в 1975 году для компьютерной системы PLATO IV и, позже, существенно дополненная Дирком и Флинтом Пеллетами из Университета Штата Айова и Иллинойского университета в Урбане-Шампейне соответственно.
В мире, отчасти вдохновлённом Dungeons & Dragons, игроку нужно исследовать подземелье в поисках артефактов, встречая на пути активности, которые могут как помочь, так и помешать в прохождении. При разработке игры было введено много инновационных возможностей, которые позже перенимались разработчиками других игр.

## Игровой процесс
Перед самой игрой пользователю предоставляется возможность прочитать обучение внутри игры. Для попадания в таблицу лидеров игрок должен либо достичь 1000 уровня, либо найти два артефакта — Державу (англ. The Orb) и Грааль (The Grail). Артефакты находятся на разных уровнях, и чтобы достичь их, игрок вынужден искать нужный путь через лабиринт, встречаясь с монстрами.
Перед изучением подземелий игроку нужно создать персонажа, утвердив случайный набор характеристик:
- тип (type; раса, каждая из которых по своему влияет на характеристики персонажа);
- наследство (inheritance; случайный предмет со своим функционалом, иногда предмета нет на старте);
- сила (strength; влияет на урон физическими атаками и максимальное количество переносимого золота);
- IQ или интеллект (intelligence; влияет на силу магических заклинаний);
- мудрость (wisdom; влияет на силу духовных (clerical) заклинаний);
- ловкость (dexterity; повышает шанс уклонения и обезвреживания ловушек);
- выносливость (endurance; увеличивает количество хитов и уменьшает время действия ядов);
- хиты.

Далее нужно написать имя персонажа и секретное имя — аналог пароля.

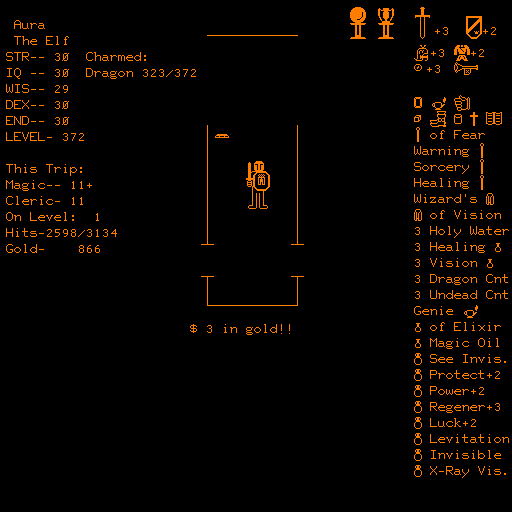
Скриншот игры. Персонаж нашёл в коридоре 3 $ (золота). Слева — характеристики персонажа, справа — список предметов.

Перемещаясь по лабиринтам в поисках порталов, ведущих на другие уровни глубокого подземелья, игрок может встретить разные активности. Наибольшую угрозу представляют монстры, большинство из которых уязвимы для одних видов атак больше, чем для других, либо приносят игроку вред более изощрённым способом, нежели просто наносят урон. Например, ржавый монстр при атаке может уничтожить меч игрока. Находясь в битве, игрок может попробовать нанести физический, магический или духовный урон. При попытке сбежать от противника персонаж бросает золото; если сокровищ недостаточно, то монстр проигнорирует его и опять вступит с персонажем в битву. Также игрок может сдаться противнику, и это не всегда означает смерть персонажа. В лабиринте игрок может попробовать пройти через любую стену в надежде найти тайный проход. Также в коридорах подземелья есть дыры, проваливаясь в которые, игрок оказывается на одном из уровней ниже. Кроме противников игрок будет находить в коридорах деньги, на которые у торговцев подземелья можно покупать предметы, а также обменивать на опыт при возвращении на поверхность, куда можно вернуться в любой момент. Кроме денег в подземелье могут лежать зелья: выпив или попробовав его, персонаж получит эффект зелья, который заранее не известен. Игрок может проверить зелье различными способами и принять решение, стоит ли пройти мимо напитка. Подобно же работают сундуки: внутри них лежат полезные предметы, но их стоит проверять на наличие ловушек. Также в коридорах подземелья могут быть начерчены магические символы, при прохождении рядом с которыми персонаж будет получать определённый эффект.
Получая опыт в основном через сражения с монстрами, персонаж повышает свой уровень, а вместе с ним и урон. Собираемое золото игрок может конвертировать в опыт либо закупаться у торговцев при встречах с ними.

## Разработка и выпуск
Гэри Вайзенхант поступил в Университет Южного Иллинойса осенью 1974 года на гуманитарную специальность, примерно тогда же туда поступил Рэй Вуд на связанную с электротехникой специальность. На весь университет был всего один терминал с системой PLATO, и часто получалось так, что пока один студент пользовался вычислительной машиной, другие наблюдали за его работой. В таких очередях перед PLATO и познакомились Гэри и Рэй. В то время на PLATO уже существовали игры, одной их них была ролевая pedit5, но весила она слишком много, поэтому часто локальный системный администратор удалял игру. Рэй Вуд назвал целью разработки dnd создание аналога pedit5 для своих друзей из университета, Гэри Вайзенхант же признался, что просто любил программировать, и в начале разработки даже сменил специальность на информатику.
В начале разработки на один уровень у разработчиков могло уходить два-три часа, поэтому Гэри создал редактор уровней, что было тогда инновационным решением, позволившим сократить время левел-дизайна до десяти-пятнадцати минут. Позже об игре узнал Дирк Пеллет, который отправлял оригинальным разработчикам столько новых идей, что они открыли ему доступ к редактированию проекта, и Дирк с братом Флинтом значительно усовершенствовали игру.

## Наследие
В год разработки игры ещё не была сформирована игровая индустрия, так что в то время было легко внести инновации в видеоигры. dnd считается одной из первых видеоигр, вдохновленных настольной Dungeons & Dragons. Также в игре впервые появились сильные противники-боссы, которые по сей день являются важным элементом игрового дизайна. Сюда же можно отнести нелинейность dnd: игрок в любой момент мог вернуться в ту часть подземелья, в которой уже был. Ориентация проекта на узкий круг лиц подтолкнула разработчиков к использованию словесного юмора, что можно расценивать как выражение мировоззрения авторов, как это делают создатели классических видов искусства.

### Комментарии
1. ↑  dnd — название файла игры. В восьмой версии на главной странице было название The Game of Dungeons.